# Rock Point (Maryland)
Rock Point es un lugar designado por el censo ubicado en el condado de Charles en el estado estadounidense de Maryland. En el Censo de 2010 tenía una población de 107 habitantes y una densidad poblacional de 65,68 personas por km².

## Geografía
Rock Point se encuentra ubicado en las coordenadas 38°16′32″N 76°50′34″O / 38.27556, -76.84278. Según la Oficina del Censo de los Estados Unidos, Rock Point tiene una superficie total de 1.63 km², de la cual 1.63 km² corresponden a tierra firme y (0%) 0 km² es agua.

## Demografía
Según el censo de 2010, había 107 personas residiendo en Rock Point. La densidad de población era de 65,68 hab./km². De los 107 habitantes, Rock Point estaba compuesto por el 82.24% blancos, el 7.48% eran afroamericanos, el 0% eran amerindios, el 1.87% eran asiáticos, el 0% eran isleños del Pacífico, el 0% eran de otras razas y el 8.41% pertenecían a dos o más razas. Del total de la población el 2.8% eran hispanos o latinos de cualquier raza.